# Long Pigs
Long Pigs es un falso documental de comedia y terror de 2007 sobre dos realizadores de documentales que siguen a un asesino en serie al que le gusta cocinar con carne humana. La historia se transmite a través de metraje encontrado. La actuación y los efectos especiales estuvieron a cargo de Chris Bridges, cuyos otros créditos incluyen Saw III , 300 y la nueva versión de Dawn of the Dead.
El título de la película hace referencia a la frase "cerdo largo", un término para la carne humana en la tradición del canibalismo.

## Antecedentes
Power y Hynes se inspiraron para crear Long Pigs después de que Hynes escuchó una historia sobre un caníbal que mató a varias personas en un pequeño pueblo; Los dos también se inspiraron en sus propias carreras cinematográficas incipientes. Escribieron Long Pigs específicamente pensando en el actor principal Anthony Alviano. Las influencias en el estilo de la película incluyeron la película Henry: Portrait of a Serial Killer, así como documentales de Nick Broomfield y el equipo de Joe Berlinger y Bruce Sinofsky.
El rodaje tuvo lugar en Toronto, Ontario, Canadá. [ cita necesaria ] La mayor parte del metraje se rodó en diciembre de 2003, aunque el dúo no estrenaría la película hasta años después, después de importantes modificaciones. Insatisfechos con el trabajo de efectos especiales (Power recordó que un candidato creó un cadáver de utilería "que parecía más bien un jamón horneado"), conocieron a Bridges, a quien le atribuyeron haber "salvado literalmente [la] película".
Long Pigs se proyectó en todo Estados Unidos en 2010 y se estrenó en Milwaukee el 22 de abril. La película también se proyectó en Motor City Nightmares de Detroit y en Texas Frightmare Weekend.

## Argumento
Dos cineastas jóvenes y desesperados se topan con el tema final, un asesino en serie caníbal de 33 años llamado Anthony McAllister, quien ha aceptado dejarles documentar cada aspecto de su estilo de vida horriblemente violento. Al principio aterrorizados, los realizadores llegan a conocer a Anthony como persona. Incluso comienzan a identificarse con sus justificaciones ecológicas y filosóficas para su estilo de vida caníbal.
Sólo cuando investigan más a fondo, los realizadores comienzan a dudar de los relatos de Anthony sobre su pasado. Las tensiones aumentan notablemente a medida que los realizadores continúan confrontando a Anthony sobre sus historias contradictorias y sus filosofías en constante cambio. Durante una incómoda entrevista, los realizadores entrevistan a Merle, el padre de una joven que fue secuestrada y nunca encontrada. Este secuestro fue la primera víctima infantil de Anthony. Merle les da la bienvenida a su casa y les brinda una experiencia sincera que incluso a Anthony le conmueve.
A medida que el documental llega a su fin, Anthony comienza a darse cuenta, incómodamente, de cuánto de su vida ha revelado a estos cineastas. En una entrevista final con Anthony, estalla un enfrentamiento mortal y todo lo que queda es una cámara rota y estas imágenes.

## Reparto
- Anthony Alviano como Anthony McAlistar
- Jean-Marc Fontaine como director del restaurante
- Paul Fowles como Merle, el padre del niño desaparecido.
- Shane Harbinson como detective. Ken Walby
- Roger King como Tony Prince, el locutor de radio.
- Kelly McIntosh como Rebecca Stapleton (como Kelly MacIntosh)
- Brad Mittelman como Simon Sullivan
- John Terranova como John Vierra
- Vik Sahay como Dr. Hooshangi
- Barbara Walsh como Lucy, la prostituta

## Respuesta de la crítica
La revista Variety le dio al lanzamiento del DVD una crítica mixta y escribió: "Siempre buscando ir más allá, los directores novatos con demasiada frecuencia repiten ideas de género extravagantes".
La película recibió varios premios de festivales de cine:

### Premios
- Mejor Película: Moving Image Film Fest (Toronto)
- Mejor Película: Mockfest Film Fest (LA)
- Mejor Actor: Mockfest Film Fest (LA)
- Mejor Terror: Evil City Film Fest (NYC)
- Mejor Terror: International Horror & Sci-Fi Fest (PHX) )
- Mejor Película: Texas Frightmare Weekend (TX)
- Mejor Mockudrama: Ricon International Film Fest (PR)

## Lanzamiento de DVD
Después de tres años de proyectarse en cines selectos, Long Pigs se lanzó en DVD el 6 de septiembre de 2007 a través de Big Bite Entertainment. Las ediciones limitadas del DVD incluían cecina comestible supuestamente preparada por el personaje Anthony McAlistar.